# Ұ
Ej att förväxla med ¥
Rakt u med streck (Ұ, ұ) är en bokstav i den kazakiska varianten av det kyrilliska alfabetet. Den utgörs av ett rakt u, Ү (baserat på den kyrilliska bokstaven У), med ett horisontellt streck. Den används i kazakiska för att uttrycka en sluten bakre rundad vokal, /u/, eller en halvsluten halvbakre rundad vokal, /ʊ/. Den transkriberas u.